# 104號堪薩斯州州道
104號堪薩斯州州道（英語：Kansas State Highway 104，簡稱K-104）為美国堪薩斯州一條南北向州级公路，全線均位於薩林縣境內。南起薩林縣阿瑟瑞尔北方的4號堪薩斯州州道，北至薩林縣門托附近的135號州際公路／81號美國國道之交流道（出口里程為86英里），全長共計2.275英里（3.661）。此公路於2015年所測得的年平均日車流量（AADT）介於1,199輛次至1,410輛次之間。此公路約在1967年時形成，路線自形成以來尚未有任何一次重大變動。

## 公路描述

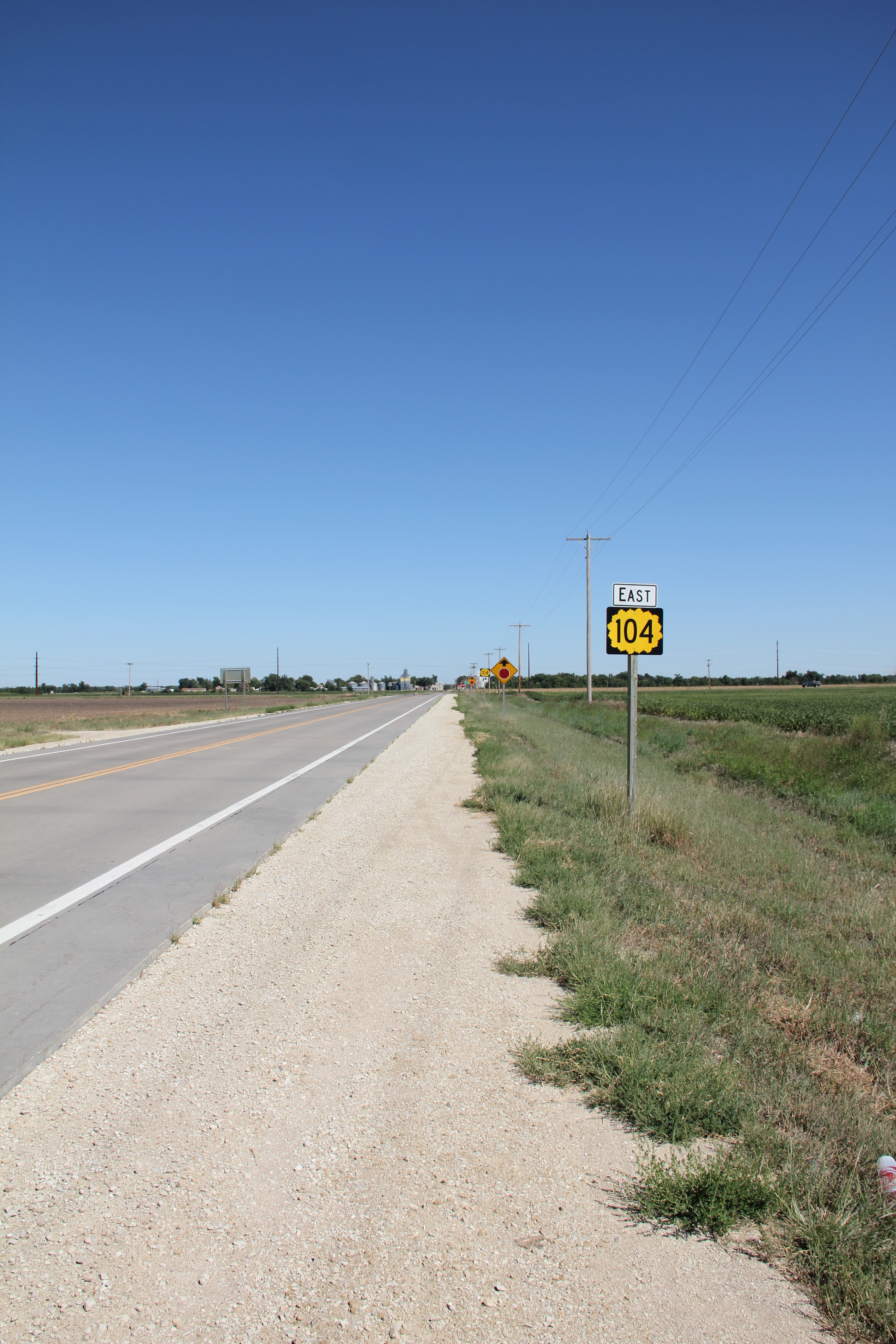
從104號堪薩斯州州道與135號州際公路之交流道朝東望著非建制地區門托

104號堪薩斯州州道以位於薩林縣阿瑟瑞尔北方的4號堪薩斯州州道為公路起點。此公路自起點開始朝北方行進，途中經過了一大片農耕地，行進約2英里（3.2）後於門托西方的斯莫蘭路（Smolan Road）轉往西向。此公路接著朝西方行進約0.3英里（0.48）後與135號州際公路／81號美國國道之交流道交會，即是104號堪薩斯州州道的公路終點。此公路全長2.275英里（3.661），全線均位於薩林縣境內。 
此公路於2015年所測得的年平均日車流量（AADT）介於1,199輛次至1,410輛次之間，其中最低車流量出現在里程1.000英里至2.275英里的路段上，最高車流量則出現在里程0.000英里至1.000英里的路段上。此公路的鋪面全線採用複合式路面。104號堪薩斯州州道不屬於美國國家公路系統的一部分。

## 歷史
104號堪薩斯州州道在1967年首次出現在州道地圖中，當時該公路旁邊的35W號州際公路（I-35W）即是今日的135號州際公路。此公路自形成以來尚未有任何一次重大變動。

## 主要接點
全線均位於薩林縣境內。
| 地點                                       | 英里  | 公里  | 接點                        | 備註   |
| ------------------------------------------ | ----- | ----- | --------------------------- | ------ |
|                                            | 0.000 | 0.000 | 4號堪薩斯州州道             |        |
|                                            | 2.275 | 3.661 | 135號州際公路／81號美國國道 | 交流道 |
| 1.000英里＝1.609公里；1.000公里＝0.621英里 |       |       |                             |        |

## 外部連結
- Route log（页面存档备份，存于）